# Brampton Bryan
Brampton Bryan – wieś w Anglii, w hrabstwie Herefordshire. Leży 36 km na północny zachód od miasta Hereford i 214 km na północny zachód od Londynu.